# Heinrich Schwabe
Pour les articles homonymes, voir Schwabe.
Samuel Heinrich Schwabe (25 octobre 1789 – 11 avril 1875) et un astronome allemand resté célèbre pour ses travaux sur les taches solaires.

## Biographie
Schwabe et né à Dessau. Tout d'abord pharmacien, il se tourna ensuite vers l'astronomie, et en 1826 il commença ses observations sur les taches solaires. Schwabe essayait de découvrir une nouvelle planète à l'intérieur de l'orbite de Mercure, appelée provisoirement Vulcain. À cause de la grande proximité du Soleil, il aurait été difficile d'observer directement Vulcain, et Schwabe croyait qu'une possibilité pour détecter la planète aurait été de la voir comme une tache sombre quand elle passait devant le soleil. Durant 17 ans, de 1826 à 1843, chaque jour de ciel dégagé, Schwabe observait le soleil et notait ses taches en essayant de repérer Vulcain parmi celles-ci. Il ne trouva pas de planète mais remarqua les variations régulières du nombre des taches et publia sa découverte dans un court article intitulé "Observations solaires durant 1843". Dans celui-ci, il fit l'hypothèse d'une périodicité probable de dix ans (c'est-à-dire que tous les 10 ans, le nombre de taches atteint un maximum). Au départ, ce papier attira peu l'attention, mais Rudolf Wolf qui était à cette époque directeur de l'observatoire de Bern, fut impressionné et commença donc des observations régulières des taches solaires. Les observations de Schwabe furent ensuite utilisées en 1851 par Alexander von Humboldt dans le troisième volume de son Kosmos. La périodicité des taches solaires est maintenant pleinement admise et Schwabe est reconnu comme l'auteur d'une des plus importantes découvertes en astronomie.
En 1857, Schwabe reçut la médaille d'or de la Royal Astronomical Society.